# Prueba Villafranca de Ordizia 2017
La Prueba Villafranca de Ordizia 2017, novantaquattresima edizione della corsa e valevole come evento dell'UCI Europe Tour 2017 categoria 1.1, si svolse il 25 luglio 2017 su un percorso di 165,7 km, con partenza e arrivo a Ordizia, in Spagna. La vittoria fu appannaggio del russo Sergey Shilov, che completò il percorso in 3h53'03", alla media di 42,660 km/h, precedendo lo spagnolo Benjamín Prades e il connazionale Dmitry Strakhov.
Sul traguardo di Ordizia 85 ciclisti, su 119 partenti, portarono a termine la competizione.

## Squadre e corridori partecipanti
| N.    | Cod. | Squadra                      |
| ----- | ---- | ---------------------------- |
| 1-8   | ORS  | Orica-Scott                  |
| 11-18 | MOV  | Movistar Team                |
| 21-28 | CJR  | Caja Rural-Seguros RGA       |
| 31-38 | DMP  | Delko-Marseille Provence-KTM |
| 41-48 | ICA  | Israel Cycling Academy       |
| 51-58 | MZN  | Manzana Postobón Team        |
| 61-68 | ADT  | Armée de Terre               |
| 71-78 | BBH  | Burgos BH                    |
| 82-87 | DVP  | Dare Viator Partizan         |

| N.      | Cod. | Squadra                       |
| ------- | ---- | ----------------------------- |
| 91-98   | EUS  | Euskadi Basque Country-Murias |
| 101-108 | KWC  | Kuwait-Cartucho.es            |
| 111-118 | LOK  | Lokosphinx                    |
| 121-128 | KCP  | Massi-Kuwait Cycling Project  |
| 131-138 | NCT  | Nice Cycling Team             |
| 141-148 | UKO  | Team Ukyo                     |
| 152-158 | W52  | W52/FC Porto                  |
| 161-166 | DCT  | Inteja Dominican Cycling Team |

## Ordine d'arrivo (Top 10)
| Pos. | Corridore        | Squadra    | Tempo    |
| ---- | ---------------- | ---------- | -------- |
| 1    | Sergey Shilov    | Lokosphinx | 3h53'03" |
| 2    | Benjamín Prades  | Ukyo       | s.t.     |
| 3    | Dmitry Strakhov  | Lokosphinx | s.t.     |
| 4    | José Herrada     | Movistar   | s.t.     |
| 5    | Robert Power     | Orica      | s.t.     |
| 6    | Jetse Bol        | Manzana    | s.t.     |
| 7    | Jonathan Lastra  | Caja Rural | s.t.     |
| 8    | Alexander Vdovin | Lokosphinx | s.t.     |
| 9    | Adam Yates       | Orica      | s.t.     |
| 10   | Pablo Torres     | Burgos-BH  | s.t.     |